# Тања Делић
Тања Делић (Сеча Река,  24. април 1948.) српска је привредница и хуманитарка.

## Биографија
Студирала је на Економском факултету у Београду, а завршила туризмологију на Природно-математичком факултету 1973. године. Радила је у Савезној управи царина у Дубровнику и Београду као виши цариник и сарадница за информације о царинским, спољнотрговинским и девизним прописима (1968-1972).

## Каријера
Од 1984. године са супругом Владимиром учествовала је у формирању и управљању међународном корпорацијом УНИБРОС која има филијале у више земаља (Кипар, Грчка, САД, Велика Британија, Русија, Хонг Конг, Аустрија, Канада). Потпредседница је Кипарско-српског друштва пријатељства у Лимасолу, оснивачица и председница Фондације The Peace Fund, која финансира и обезбеђује разне облике хуманитарне помоћи на простору бивше Југославије. Живи на Кипру и у Америци.